# ウロクローム

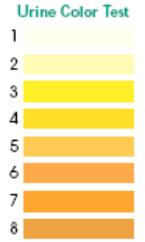
脱水判定用尿色調チャート（米国陸軍）。3番より濃い色の尿は重度の脱水を示唆するので直ちに水分補給しなければならない。

ウロクロームは尿の黄色の原因となる色素である。

## 概要
ウロクロームは尿が黄色を呈する原因となる色素である。
ウロクロームは1864年にサディカム（J.L.W.Thudichum）により初めて記載された。
現在では、ウロクロームはウロビリンと同じものと考えられている。
（ただし、尿に含まれる色素を総称する意味でウロクロームという語が使われる場合もある。）
ウロビリンは老廃赤血球のヘモグロビン由来のヘムが肝臓や脾臓で代謝されて生じる胆汁色素の一つである。
肝細胞から胆汁中に分泌された抱合ビリルビンから腸管内の微生物によりウロビリノーゲンが生成され、腸管から再吸収される（腸肝循環）。
この無色のウロビリノーゲン（ウロクロモーゲン）が酸化されてウロビリン（ウロクローム）となり、腎臓で尿中に排泄されて、最終的に、尿の黄色を来すこととなる。詳細はウロビリンを参照されたい。

## 臨床的意義
ウロクローム／ウロビリンは、健常人では、体内でほぼ一定の速度で産生され、尿に排泄される。尿中の色素排泄量はほぼ一定であるので、色の濃さは尿の希釈／濃縮と並行する。
従って、尿中のウロクローム／ウロビリンの濃度が高い（すなわち、尿の色が濃い）なら、体内の水分量不足により水分の排泄量が減っている、すなわち、脱水状態と判断することができる。 
一般的な尿検査（尿中一般物質定性半定量検査）にはウロビリンの検査は含まれないが、尿の色調が報告されることが多い。
尿の色調は肉眼観察のみで簡単に脱水状態の有無を判断する有力なツールとして、医療関係者のみならず、
一般人にも広く利用されている。
例をあげれば、厚生労働省は「熱中症予備軍の隠れ脱水症の見つけ方」として、尿の色による脱水症状チャートを公開している。

なお、尿を放置すると尿中ウロビリノーゲンは酸化されてウロビリンとなり色が濃くなるので、尿色調の評価は新鮮尿で行う必要がある。
また、尿の色調は、ウロビリン以外にも、多数の病態や薬剤に影響を受ける。
代表的な例として、閉塞性黄疸では胆汁の腸管への排泄が妨げられるので血中に蓄積した抱合型ビリルビンが尿中に排泄されて尿は脱水がなくとも濃い褐色を呈することになるが、尿中のウロビリンは逆に低下している。
尿色調については、尿中一般物質定性半定量検査も参照されたい。

## 環境科学的意義
ウロビリンは尿のみならず便にも含まれ、環境の屎尿汚染の鋭敏なマーカーとしても利用される。